# تشارلي براون (لاعب كرة قاعدة)
تشارلي براون (بالإنجليزية: Charlie Brown)‏ هو لاعب كرة قاعدة أمريكي، ولد في 17 أغسطس 1871 في بوفالو في الولايات المتحدة، وتوفي في 3 أبريل 1938 في Monclova, Ohio ‏ في الولايات المتحدة.

## وصلات خارجية
- تشارلز براون على موقعبيزبول رفرنس.كوم (الدوري الرئيسي) (الإنجليزية)
- تشارلز براون على موقعبيزبول رفرنس.كوم (الدوري الثانوي) (الإنجليزية)